# Словесна рольова гра
Словесна рольова гра — різновид рольових ігор з повною відсутністю матеріального компонента: гра відбувається виключно шляхом мовної взаємодії гравців, що описують дії своїх персонажів, і майстра, що описує реалії навколишнього світу та реакції майстерних персонажів.
Словесні рольові ігри бувають усні й текстові. В обох випадках гравці по черзі відіграють свою роль, описуючи дії персонажів.
Також, словесною часто називають будь-яку настільну ролеву гру по своєму, оригінальному зводу правил. Однією з найвідоміших настільних словесних ігор є Мафія.
У мережі словесною рольовою грою називають також гру, в якій гравці описують дії своїх персонажів віртуально. Вони використовують текстові, голосові, відео повідомлення, тощо. Словесна рольова гра — це одна з найпопулярніших інтелектуальних розваг у всьому світі. Сам процес гри є моделюванням групою людей тієї чи іншої ситуації. Кожен з них описує дії, думки, почуття свого персонажа, згідно установленим у грі правилам.
Словесні рольові ігри часто засновані на фендомах та альтернативних всесвітах, та бувають й оригінальні ігри, де світ та персонажі не належать до вже існуючих творів.